# ألفريدو ميلاني
ألفريدو ميلاني (بالإيطالية: Alfredo Milani)‏ مواليد 6 يناير 1924 في إيطاليا، هو متسابق دراجات نارية إيطالي. نافس في سباقات بطولة العالم لفئة 500 سي سي ولفئة 350 سي سي ولفئة 50 سي سي.